# Шимун Милиновић
Шимун Милиновић (Опанци код Ловрећа, Аустријско царство 24. фебруар 1835 — Стари Бар, Књажевина Црна Гора, 24. март 1910) је био хрватски бискуп и фрањевац, надбискуп барски и примас Србије.
Рођен је у селу Ловрећу у аустријској покрајини Краљевини Далмацији. Рукоположен је за свјештеника 11. априла 1859. 1862. одлази у Беч гдје студира историју, земљопис и славистику. Након студија враћа се у Сињ 1865, гдје предаје у гимназији.
1886. папа Папа Лав XIII именује га за барског надбискупа. 1902. добија потврду наслова примаса Србије. На надбискупском мјесту остаје до своје смрти 1910..

## Поријекло и национална припадност
Шимун Милиновић се декларисао као Хрват, у склопу политика римокатоличке цркве и Беча, да се сви католици српског језика декларишу као Хрвати. Ипак, у опису свог родног Ловрећа и народних обичаја тога краја, спомиње само српске историјске личности у свијести тадашњих људи на том простору. Тако он пише  : 
У пуку је риеч, да се ондје на Ловрећу Краљевић Марко родио а у мјесту краљеви двори... (pp. 123)  Качић управ говори, да се је отац Марка Краљевића овдје родио, од кољена Мрњавчева. Од истога кољена Мрњавчева каже га и Мавро Орбини, тако и пиесме народне. То би се даклен и краљ Вукашин, Угљеша и Гојко били морали родити овдје. Нећу напомињати њихов живот, јер је познат, но хоћу да циели свиет знаде, што овдашњи народ говори о източају породице Мрњавићах.
 Даље Милиновић наводи да се тада још породица Мрњавчева сачувала на Ловрећу, да их има више од тридесет породица који се зову Мрњавци . Описује их као поносите, силне. Међу њима и ближњим мјестима, држи се за истинито, да је Краљевић од њихова рода. То свако говори и када се свађају с другим Мрњавчанима напомињу чијег су рода и траже да им се поклоне. Од осталих обичаја и вјеровања наводи вјеровање у вјештице (које малој дјеци ваде срце, пеку га и једу, pp. 29., 78., 79.) виле (које живе у јами и коњу заплету гриву, 24. и 29. стр.), бацање јабуке преко куће при свадбама (pp. 27.), гађање јабуке копљем или стријелом да би се придобила млада, јунаштвом (pp. 103), бадњаке (које преливају вином) и гусле (pp. 28., 80., 139.) уз које су пјевал сиједи стариц о Милошу Обилићу, Краљевићу Марку... (pp. 76).

### Хрватство Шимуна Милиновића
Хрватство Милиновићево се базира на националном романтизму, без јаких историјских извора. Није србофобног карактера, иако српско име у корист хрватског често игнорише. Од Цетине ка Крки му је Хрватска, док не наводи који народ живи јужно од Цетине (pp. 213.). Његово хрватство се огледа (поред одбијања да српске личности и обичаје у Далмацији и назове српским именом), у борби за глагољицу и народни дух, а против политика крсташа, Млечана, Нијемаца, Италијана, Турака... који су кроз историју радили на затирању народног духа. Наводи да се у Имотском крају чисто хрватски говори (pp. 26.), славни наш хрватски језик (pp. 36.). Сличних тврдњи, непотркепљених историјским изворима, у својим текстовима има много. Не зна се гдје су гробови хрватских владара (pp. 212.). Сматрао је да је хрватски народ дошао са Карпата до Јадранског мора (pp. 65.). Стојан Јанковић и дон Иван Филиповић Грчић су му, за бој, скупљали хрватске соколове (јунаке, pp. 138.). у недостатку историјских извора, често користи придјев могући: могућа "далматинска Хрватска" (pp. 143.), могући хрватски краљеви (могући владар Трпимир, pp. 219)... Околина Задра му је називана Хрватска, али тај назив нестаде по доласку Француза и измијени се називима Власи и Морлаци (pp. 143.). Припаднице хрватског народа спомиње као Хрваткиње (pp. 165.). Хрвати су му остали вјерни папи и онда када се латинско свештенство у Далмацији одвојило од папе и Цариграду се прикључило, под утицајем ромејског цара Василија (Василије I Македонац) (pp. 168.). Вицко Змајевић је у Задру подигао католичку богословију и није је назвао хрватским именом (нити спомиње Хрвате у Задру и Далмацији, иако зна за Хрвате). Милиновић за ту богословију лажно тврди да се звала, што је тобоже и писало на спомен плочи: Сјемениште хрватско Змјевића (pp. 171.), а изворно је називана илирским именом. Потом наводи податак да је некоме сметало хрватско име и да је оно уклоњено, а не ради се о хрватском но илирском имену. Спомиње Хрвате источне вјере, да су к римској вјери приступили преко ове богословије (pp. 171.), иако тада нема говора о православним Хрватима но само православним Србима, како Змајевићи православне и називају. У тој богословији се учило на грчком, латинском, италијанском, француском и њемачком језику, а на хрватском не јер то води к расцизму, србизму, грецизму и кривовјерству (pp. 172.). Сјемениште је тако, временом италијанизирано. Вук Стефановић Караџић се путујући Далмацијом и Херцеговином чудио стећцима и именовао их је старосрпским споменицима. Милиновић констатује: "Ну да видимо, били они могли бити и хрватски." (pp. 183). На њима, од текста, спомиње босанску азбуку (pp. 184).
Павле Ровински је записао да је у вријеме надбиксупа Милиновића, као српског примаса, катихета фра Методије Радић убиједио своје ученике да су Хрвати. Након тога су између Срба и њих отпочели жестоки сукоби. Катихета је постао секретар надбискупа, а након интервенције црногорске власти, пропагирање хрватства је напуштено. Након давања заклетве књазу Николи, Милиновић се трудио да буде коректан. Замјерено му је присуство на састанку са босанским бискупом Штадлером на Локруму, јер се Јосип Штадлер свим силама трудио да у Босни и Херцеговини искорјени православље, а у Котору је дрско савјетовао владику Герасима Петрановића, да мора свој народ приводити црквеној унији. Хрватство се у Бару преко најближих сарадника Милиновића, почело ширити тек након потписивања конкордата између Ватикана и Црне Горе.

### Српство у Далмацији у опису Шимуна Милиновића
У тексту О Сињу у Далмацији с околишним старинами (1863) спомиње ријеч Прота за католичког свјештеника из Бергама који је градио цркву у Сињу. Ријеч прота, протојереј је грчко-православнг поријекла и указује да су му преци били православци који су покатоличени. Даље наводи (pp. 32.) да се у Сињу налазе потомци чувенога Вука Бранковића, мужа Маре, која бијаше ћерка Јуре Гребљановића а сестра несретне Милице, жене султана Бајазита. Вуков и Марин син Јуре узе презиме Деспотовић. Његов старији син Јуре, протјеран од Мухамеда II, дође из Србије у Босну. Његов неки потомак дође у Далмацију у Сињ, коме је влада млетачка дала да заповједа над четом против Турака, с којом јуначки протјера Турке из сињске и имотске околине, и оте им многа мјеста по Хереговини. За то дјело дадоше му многе земље по Далмацији, посебно у Сињу, и постаде кнезом. Да покажу Деспотовићи, како су одани Млечанима, промјенише опет своје презиме у италијанско Caralipeo... Кнез Павао и син му једини су потомци чувеног племена Бранковића. Задрани су, такођер, романизовали своја презимена: Козичићи - Begne, Будинићи - Budineo, Буриловићи - Borelli, Зоранићи - Albis... (pp. 154.). Користио је ријеч хиљаду, а не тисућу (pp. 37., 45., 51., 67., 112., 185., 231., 232.), колудрице (pp. 161., 162., 196., 243.) за монахиње, што је од грчке ријечи калуђерице, али и редовници: задарски богаташ Милан год. 1443. сагради им на отоку Галовцу самостан за ове "хрватске редовнике" (pp. 166.). Спомиње код Солина локалитет Mанастирине (pp. 207.) , манастир (pp. 112.), али и самостан: Уз самостане западнога било јих је јоштер и източно-славјенскога обреда...особито IX. виека под великим жупаном Садасланом, кад је већином Далмација уз цариградског патријарха прионула била (pp. 159.). Спомиње орла крсташа (pp. 57., који се налази и на грбу Ивана Томка Мрнавића), ријеч крст (pp. 67., 85.), а не криж, за крст свети и слободу златну (pp. 67.), клето Косово (pp. 67., 73.), Косово бојно (pp. 75.), побратимство (pp. 69., 79., 91., 103., 236.), четовање, хајдуковање (pp. 103.). Марију Магдалину спомиње као Мандалину (pp. 215.), а не као Магдалену. Мјесто Марина носи име по цркви свете Марине (pp. 216.), а не св. Маргарите. Та црква је некада била уз обалу у дну залива. Термин полатинити се му је синоним за однародити се, полатинише и отуђише (pp. 58.), попови се полатинили (pp. 89., 92.), охоли латинаши (pp. 98.). Наводи народне пјесме као доказ да раније није било вјерске мржње: народне пјесме римокатолика и православних... Док су били хрватски свећеници једнако се хвале и узносе у пјесмах: Милош Обилић, Хреља Бошњанин, Смиљани Илија... Јанковић Стојан... (pp. 174.). Спомињући стећке, Милиновић наводи да су најљепши на Ловрећу и на Мрамору, а има их и код рушевина Прилип града (pp. 180.). Прилип је у вези са називом Прилеп (који се раније у народним пјесмама Срба у Македонији звао Прилип), јер се и за овај крај везује традиција у којој се спомиње Краљевић Марко, као и у македонском Прилепу. По предању, цар Душан је био у овом крају и неке Мрњавчевиће превео на државну службу на простор данашње Македоније у Прилеп (pp. 180., 233.). Сплит су населили многи људи из Босне па се једна од најглавнијих улица зове Босанска улица (pp. 232.) . Срби су користили облу глагољицу, а касније превладава ћирилица (pp. 284.).

## Занимљивости
Макарска (до 1832, pp. 111.) и Имотски (у Имотском до 1840, pp. 33., 110.) као и Задар (у Задру до 1820, pp. 109.) су такођер имали витешку игру алку, као Сињ, али је та игра у тим мјестима ишчезла. Талијаноманија далматинска је покушала и Сињ да однароди (pp. 139.). Омладину Сиња су само фрањевци школовали на латинском и италијанском, а дјевојке су слане у Сплит гдје су у колудричком самостану такођер одгајане само на италијанском језику. Тако се, само у једној генерацији Сињ романизовао. Народ је побацао народне ношње... али Сињ је опет народни постао (pp. 196.). Јурај Добрила, којег је Милиновић познавао је рекао да не жели да га потомство куне јер се утицало да богословија постане расадник талијанштине (pp. 199.). Добрилу су поспрдно називали бискупом Словена (vescovo dei Schiavoni, pp. 200.). У Макарској је народ саборовао испод 3 бријеста (pp. 111.), као и књаз Никола на Цетињу. У односу на многе странце окупаторе нема ријечи хвале: помамна Њемачка,... варалица Грчка... снажних и бијесних душмана (pp. 65.). Њемцима је више до германизације Словена него до ширења вјере (pp. 68.), Италијани желе лажним доказима словенску литургију убити (pp. 69.), силовити Турци (pp. 163.), млетачка лукавштина и злоба (pp. 69., 163., 164.) и завист према хрватском напретку уништавају крунидбени град Биоград (pp. 82.) и све односе у Млетке. Похлепни Ниемци, лукави Бизантинци, варалице Млетчани, лупежи Нормани, грабежљиви Сарацени, дивљи Магјари, крволочни Монголи, биесни Турци (pp. 189.). Французи 1805. у Далмацији мрзе народне обичаје и забрањују симболично бирање краља (pp. 106.). За однарођавање су му криви ученици које се вратише са страних свеучилишта. Напојени туђинским духом мрзе све што није италијанско и великограђанско (pp. 112.). Кијев му је мајка свих руских тврђава (pp. 66.), а Цариград му је у доба Ћирила и Методија на по славенски био, и након мало на приестољу царске славенске крви имавао (pp. 239.). Тада је и Панонија била словенска (pp. 44.), а цар Михаило III је Константину (Ћирилу) рекао: Ви сте Солуњани, а сви Солуњани чисто салвенски говоре (pp. 246.). 1880. г. Милиновић пише да учењаци не могу доказати да ли су Илири Словени и цитира Нестора који пише да су Словени дошли из Илирика (pp. 247.). Неретљани су се обратили популарном цару родом Славену Васиљу I молећи га да би им свешенике послао (pp. 269.).  За политичке сплетке коритси ријеч хитролија (pp. 167.): бизантска хитролија (pp. 69.), све хитролије улагала да Задар поталиначи (pp. 144.). У Црвено језеро код Имотског, Турци су бацали хиљаде невољних кршћана, а пећине тог језера су станишта пчела, голубова и злих вила (pp. 125.) које су по народном вјеровању ту односиле уграбљену дјецу (pp. 126.). За назив језика се у изворима обично користи словенско (1177, pp. 145., 157., 158.) и илирско (1694, pp. 154.) име. Милиновић је склон папу лажно представљати као браниоца глагољице: папе пријатељи глагољице (pp. 169.), ненародни бискупи и отуђено свећенство разпршивали су и уништавали свете одлуке римских папа (pp. 175.), иако је познато да су Сплитски црквени сабори и каснија политика римокатоличке цркве свуда сузбијали глагољицу и ћирилицу, а толерисали су је само док не поунијате православне.